# ザ・部落 ウルトラ解放フェスティバル
ザ・部落 ウルトラ解放フェスティバル（ザ・ぶらく ウルトラかいほうフェスティバル）は、漫画家・小林よしのりが部落問題に関心を寄せていた1990年代前半に主張した部落差別解消のためのイベント。
部落解放同盟の組坂繁之委員長との対談で、部落出身者には有名なスポーツ選手、芸能人、政治家が多いと聞いた小林は、「それなら彼らスーパースターが東京ドームでいっせいにカミングアウトするウルトラ部落解放フェスティバルを開催すれば、部落民への偏見は消滅する」と主張した。その後、小林が部落問題から離れたため、この構想は宙に浮いている。